# Meniscomorpha rufithorax
Meniscomorpha rufithorax là một loài tò vò trong họ Ichneumonidae.